# 米克·艾沃瑞
麥可·查爾斯·艾沃瑞（英語：Michael Charles Avory，1944年2月15日—）是英國音樂家，最為人熟知的身分是英國搖滾樂團奇想樂團除了戴維斯兄弟以外的長年成員。他在奇想樂團於1964年成立不久就加入了他們，直到了1984年因與吉他手戴夫·戴維斯長久的不合而退出。

## 奇想之前：1962年至1963年
在加入奇想樂團之前，艾沃瑞是一個於1961年8月擁有排名30熱門歌曲〈Baby Sittin〉的樂團鮑比·安傑羅與燕尾服（Bobby Angelo & The Tuxedos）的成員。離團後，在1962年5月下旬/6月上旬，他兩次被叫去在倫敦蘇荷區的Bricklayers Arms酒吧進行排練，叫他來團練的樂手們是日後滾石樂團的創始團員。據說他還參加了滾石樂團於1962年7月12日在跑馬燈俱樂部舉行的首場演出，但艾沃瑞自己則表示：「我想那場秀是東尼·查普曼打的鼓，不是我。我只跟他們在蘇荷區的Bricklayers Arms練了兩次而已。」

## 奇想樂團：1964年至1984年

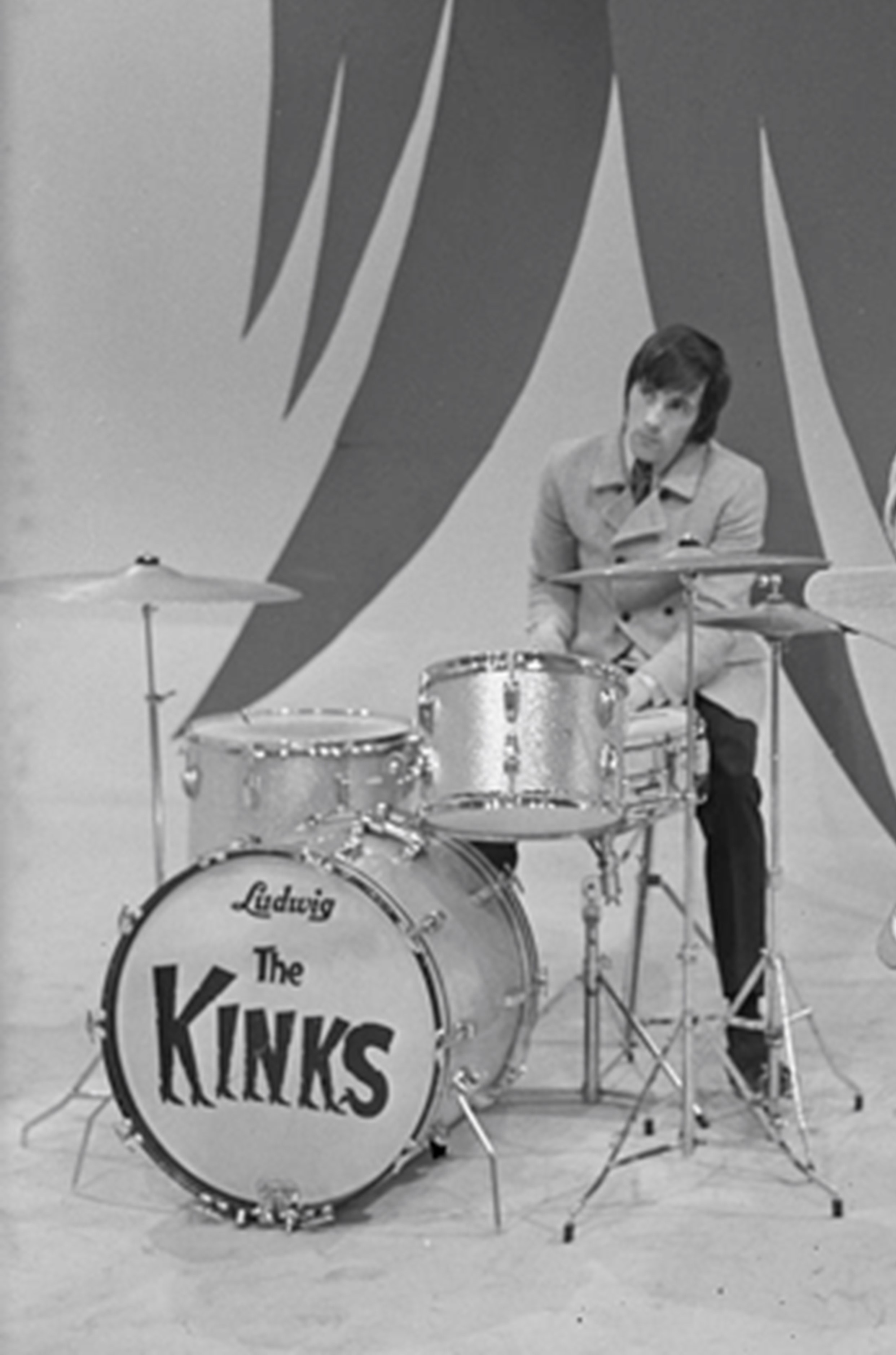
1967年的米克·艾沃瑞

1964年1月，在前任鼓手米奇·威利特（Micky Willet）退團之下，奇想樂團的管理層在看到艾沃瑞在周刊《旋律製造者》上放的廣告後決定讓他加入。儘管他的能力到位，但由於製作人謝爾·塔爾米更傾向於僱用更有經驗的錄音室樂手來錄製專輯的緣故（著名的例子如克萊姆·卡提尼和鮑比·格拉罕），因此使得包括像熱門單曲〈You Really Got Me〉等樂團早期唱片都不是艾沃瑞打的鼓，他只有錄製其他打擊樂器部份而已。不過艾沃瑞有在樂團第一和第三張專輯的幾首歌、和除了一首歌以外的整張第二張專輯《Kinda Kinks》中打鼓。第一首艾沃瑞真正貢獻爵士鼓部分的A面單曲是〈Ev'rybody's Gonna Be Happy〉，並從1966年專輯《Face to Face》開始全權擔任鼓組的錄製，直到1984年退出為止。
艾沃瑞被認為是奇想樂團中最安靜、最隨和的成員，且是主唱兼節奏吉他手雷·戴維斯的好友。但他與主音吉他手戴夫·戴維斯糟糕的關係造就了許多著名的舞台幹架。其中最臭名昭著的一次是發生在1965年5月的威爾斯卡地夫國會大廈劇院的表演中，艾沃瑞因為不服戴維斯的侮辱而將對方以腳踏鈸打到昏厥，艾沃瑞隨後為迴避嚴重身體傷害的逮捕而躲了幾天。根據雷的說法，米克和戴夫的爭執從1965年初兩人共用一個公寓房就開始了。

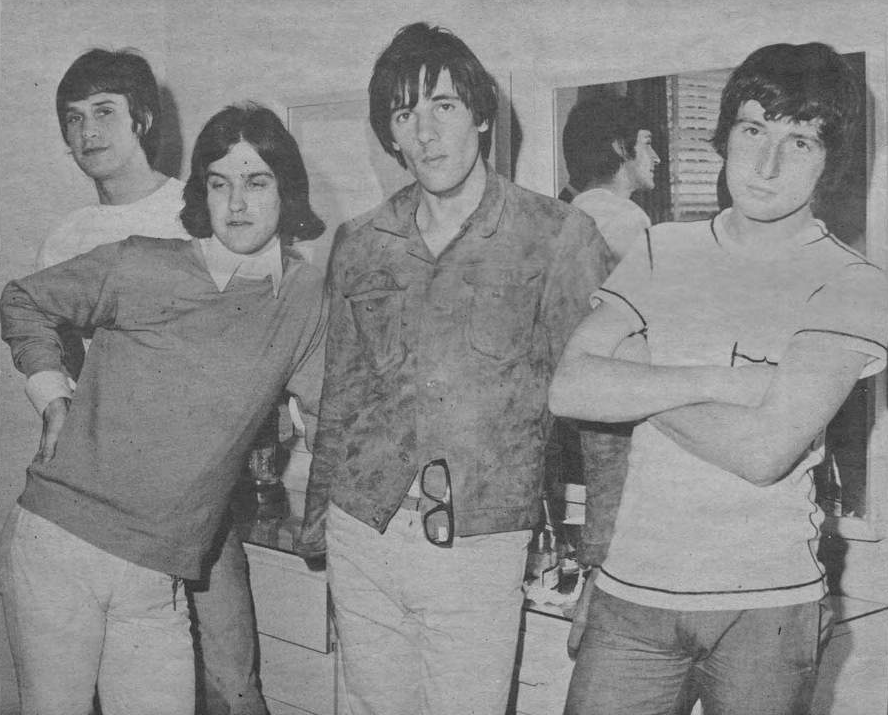
1966年奇想樂團。從左至右：雷·戴維斯、戴夫·戴維斯、米克·艾沃瑞、皮特·克伊夫

最終，米克·艾沃瑞和戴夫·戴維斯的關係糟糕到讓前者決定退團的地步。根據與雷·戴維斯的協議，艾沃瑞於1984年停止在樂團中進行表演和錄製，但接受了管理康克錄音室的邀請，樂團與戴維斯兄弟都在那裏錄製作品。艾沃瑞的位置則由前輪盤樂團、Unit 4 + 2、白銀合唱團鼓手鮑伯·亨利特取代。
在這之後戴夫·戴維斯與艾沃瑞的關係似乎有所改善，因為戴維斯讓艾沃瑞在他為樂團專輯《Think Visual》寫的曲子〈Rock 'n' Roll Cities〉中錄製鼓的部分。雷·戴維斯曾詢問過艾沃瑞是否願意回歸樂團，但他想從二十年不間斷的巡演、工作和演出中休息而拒絕了。

## 後續發展：1985年至今
1996年奇想樂團解散之際，艾沃瑞與約翰·道爾頓、戴夫·克拉克、約翰·葛斯林（John Gosling）和吉姆·羅德福組成The Kast Off Kinks，樂團至今仍持續有演出。而他又與克拉克、諾埃爾·瑞丁和戴夫·羅貝瑞在1990年代組成樂團Shut Up Frank，進行了巡演並錄製了幾張專輯。
艾沃瑞、戴維斯兄弟和創始貝斯手皮特·克伊夫以奇想樂團成員身分入選搖滾名人堂（1990年）和英國音樂名人堂（2005年）。
2004年，應要舉行創團40週年巡演的動物樂團的邀約，前顫音樂團成員奇普·霍克斯（Chip Hawkes）邀了艾沃瑞、艾瑞克·哈多克（前赫里斯合唱團成員）、「Telecaster泰德」·湯姆林（'Telecaster Ted' Tomlin）和格拉罕·波洛克（Graham Pollock）組成超級樂團The Class of 64來一同參與演出。樂團除巡演外還錄製了一張翻唱各位團員前樂團的熱門單曲的翻唱專輯，以及一首全新單曲〈She's Not My Child〉。
2007年，艾沃瑞退出The Class of 64並與哈多克、波洛克、湯姆林和馬丁·里昂（Martin Lyon）組成另一個超級樂團The Legends of the Sixties。2007年5月10日，艾沃瑞與奇想樂團的長年鍵盤手伊恩·吉布斯一起在皇家阿爾伯特音樂廳舉行的雷·戴維斯個人演出中客串表演。

## 個人生活
艾沃瑞現在居住於西倫敦的邱，並育有一位女兒。他與現任妻子瑪莉莎·姆拉德克（Marliesa Mladek）於2018年1月結婚。

## 外部鏈結
- 米克·艾沃瑞在Drummerworld上的頁面 （页面存档备份，存于）